# Детройт Пістонс
«Детройт Пістонс» (англ. Detroit Pistons) — професійна баскетбольна команда, заснована у 1941, розташована в місті Аубурн-Гіллс (біля Детройта) в штаті Мічиган. Команда є членом Центрального дивізіону Східної Конференції Національної баскетбольної асоціації.
Домашньою ареною для «Пістонс» є Little Caesers Arena.

## Статистики
‘‘В = Виграші, П = Програші, % = відсоток виграних матчів’’
| Сезон                          | В    | П    | %    | Плей-оф                                                                                                 | Результати                                                                                  |
| ------------------------------ | ---- | ---- | ---- | --- | ------------------------------------------------------------------------------------------- |
| Форт Вейн Золнер Пістонс (НБЛ) |      |      |      | |                                                                                             |
| 1941—42                        | 15   | 9    | .625 | Виграли у півфіналі Програли у фіналі                                                                   | Форт Вейн 2, Акрон 1 Ошкаш 2, Форт Вейн 1                                                   |
| 1942—43                        | 17   | 6    | .739 | Виграли у півфіналі Програли у фіналі                                                                   | Форт Вейн 2, Чикаго 1 Шебойґан 2, Форт Вейн 1                                               |
| 1943—44                        | 18   | 4    | .818 | Виграли у півфіналі Виграли у фіналі                                                                    | Форт Вейн 2, Клівленд 0 Форт Вейн 3, Шебойґан 0                                             |
| 1944—45                        | 25   | 5    | .833 | Виграли у півфіналі Виграли у фіналі                                                                    | Форт Вейн 2, Клівленд 0 Форт Вейн 3, Шебойґан 2                                             |
| 1945—46                        | 26   | 8    | .765 | Програли у півфіналі                                                                                    | Рочестер 3, Форт Вейн 1                                                                     |
| 1946—47                        | 25   | 19   | .568 | Виграли у першому раунді Програли у півфіналі                                                           | Форт Вейн 3, Толедо 2 Рочестер 2, Форт Вейн 1                                               |
| 1947—48                        | 40   | 20   | .667 | Програли у першому раунді                                                                               | Рочестер 3, Форт Вейн 1                                                                     |
| Форт Вайн Пістонс (БАА/НБА)    |      |      |      | |                                                                                             |
| 1948—49                        | 22   | 38   | .367 | |                                                                                             |
| 1949—50                        | 40   | 28   | .588 | Виграли у Тайбрайкер Виграли у півфіналі дивізіону Програли у фіналі дивізіону                          | Форт Вейн, Чикаго Форт Вейн 2, Рочестер 0 Міннеаполіс 2,Форт Вейн 0                         |
| 1950—51                        | 32   | 36   | .471 | Програли у півфіналі дивізіону                                                                          | Рочестер 2, Форт Вейн 1                                                                     |
| 1951—52                        | 29   | 37   | .439 | Програли у півфіналі дивізіону                                                                          | Рочестер 2, Форт Вейн 0                                                                     |
| 1952—53                        | 36   | 33   | .522 | Виграли у півфіналі дивізіону Програли у фіналі дивізіону                                               | Форт Вейн 2, Рочестер 1 Міннеаполіс 2, Форт Вейн 0                                          |
| 1953—54                        | 40   | 32   | .556 | Раунд-робін Раунд-робін                                                                                 | Рочестер 2, Форт Вейн 0 Міннеаполіс 2, Форт Вейн 0                                          |
| 1954—55                        | 43   | 29   | .597 | Виграли у фіналі дивізіону Програли у фіналі                                                            | Форт Вейн 3, Міннеаполіс 2 Сірак'юс 4, Форт Вейн 3                                          |
| 1955—56                        | 37   | 35   | .514 | Виграли у фіналі дивізіону Програли у фіналі                                                            | Форт Вейн 3, Сент-Луїс 2 Філадельфія 4, Форт Вейн 1                                         |
| 1956—57                        | 34   | 38   | .472 | Програли у Тайбрайкер Програли у півфіналі дивізіону                                                    | Сент-Луїс, Форт Вейн Міннеаполіс 2, Форт Вейн 0                                             |
| Детройт Пістонс                |      |      |      | |                                                                                             |
| 1957—58                        | 33   | 39   | .458 | Виграли у півфіналі дивізіону Програли у фіналі дивізіону                                               | Детройт 2, Цинциннаті 0 Сент-Луїс 4, Детройт 1                                              |
| 1958—59                        | 28   | 44   | .389 | Програли у півфіналі дивізіону                                                                          | Міннеаполіс 2, Детройт 1                                                                    |
| 1959—60                        | 30   | 45   | .400 | Програли у півфіналі дивізіону                                                                          | Міннеаполіс 2, Детройт 0                                                                    |
| 1960—61                        | 34   | 45   | .430 | Програли у півфіналі дивізіону                                                                          | Лос-Анджелес 3, Детройт 2                                                                   |
| 1961—62                        | 37   | 43   | .463 | Виграли у півфіналі дивізіону Програли у фіналі дивізіону                                               | Детройт 3, Цинциннаті 1 Лос-Анджелес 4, Детройт 2                                           |
| 1962—63                        | 34   | 46   | .425 | Програли у півфіналі дивізіону                                                                          | Сент-Луїс 3, Детройт 1                                                                      |
| 1963—64                        | 23   | 57   | .288 | |                                                                                             |
| 1964—65                        | 31   | 49   | .388 | |                                                                                             |
| 1965—66                        | 22   | 58   | .275 | |                                                                                             |
| 1966—67                        | 30   | 51   | .370 | |                                                                                             |
| 1967—68                        | 40   | 42   | .488 | Програли у півфіналі дивізіону                                                                          | Бостон 4, Детройт 2                                                                         |
| 1968—69                        | 32   | 50   | .390 | |                                                                                             |
| 1969-—70                       | 31   | 51   | .378 | |                                                                                             |
| 1970—71                        | 45   | 37   | .549 | |                                                                                             |
| 1971—72                        | 26   | 56   | .317 | |                                                                                             |
| 1972—73                        | 40   | 42   | .488 | |                                                                                             |
| 1973—74                        | 52   | 30   | .634 | Програли у півфіналі конференції                                                                        | Чикаго 4, Детройт 3                                                                         |
| 1974—75                        | 40   | 42   | .488 | Програли у першому раунді                                                                               | Сієтл 2, Детройт 1                                                                          |
| 1975—76                        | 36   | 46   | .439 | Виграли у першому раунді Програли у півфіналі конференції                                               | Детройт 2, Мілвокі 1 Голден Стейт 4, Детройт 2                                              |
| 1976—77                        | 44   | 38   | .537 | Програли у першому раунді                                                                               | Голден Стейт 2, Детройт 1                                                                   |
| 1977—78                        | 38   | 44   | .463 | |                                                                                             |
| 1978—79                        | 30   | 52   | .366 | |                                                                                             |
| 1979—80                        | 16   | 66   | .195 | |                                                                                             |
| 1980—81                        | 21   | 61   | .256 | |                                                                                             |
| 1981—82                        | 39   | 43   | .476 | |                                                                                             |
| 1982—83                        | 37   | 45   | .451 | |                                                                                             |
| 1983—84                        | 49   | 33   | .598 | Програли у першому раунді                                                                               | Нью-Йорк 3, Детройт 2                                                                       |
| 1984—85                        | 46   | 36   | .561 | Виграли у першому раунді Програли у півфіналі конференції                                               | Детройт 3, Нью-Джерсі 0 Бостон 4, Детройт 2                                                 |
| 1985—86                        | 46   | 36   | .561 | Програли у першому раунді                                                                               | Атланта 3, Детройт 1                                                                        |
| 1986—87                        | 52   | 30   | .634 | Виграли у першому раунді Виграли у півфіналі конференції Програли у фіналі конференції                  | Детройт 3, Вашингтон 0 Детройт 4, Атланта 1 Бостон 4, Детройт 3                             |
| 1987—88                        | 54   | 28   | .659 | Виграли у першому раунді Виграли у півфіналі конференції Виграли у фіналі конференції Програли у фіналі | Детройт 3, Вашингтон 2 Детройт 4, Чикаго 1 Детройт 4, Бостон 2 Лос-Анджелес 4, Детройт 3    |
| 1988—89                        | 63   | 19   | .768 | Виграли у першому раунді Виграли у півфіналі конференції Виграли у фіналі конференції Виграли у фіналі  | Детройт 3, Бостон 0 Детройт 4, Мілвокі 0 Детройт 4, Чикаго 2 Детройт 4, Лос-Анджелес 0      |
| 1989—90                        | 59   | 23   | .720 | Виграли у першому раунді Виграли у півфіналі конференції Виграли у фіналі конференції Виграли у фіналі  | Детройт 3, Індіана 0 Детройт 4, Нью-Йорк 1 Детройт 4, Чикаго 3 Детройт 4, Портленд 1        |
| 1990—91                        | 50   | 32   | .610 | Виграли у першому раунді Виграли у півфіналі конференції Програли у фіналі конференції                  | Детройт 3, Атланта 2 Детройт 4, Бостон 2 Чикаго 4, Детройт 0                                |
| 1991—92                        | 48   | 34   | .585 | Програли у першому раунді                                                                               | Нью-Йорк 3, Детройт 2                                                                       |
| 1992—93                        | 40   | 42   | .488 | |                                                                                             |
| 1993—94                        | 20   | 62   | .244 | |                                                                                             |
| 1994—95                        | 28   | 54   | .341 | |                                                                                             |
| 1995—96                        | 46   | 36   | .561 | Програли у першому раунді                                                                               | Орландо 3, Детройт 0                                                                        |
| 1996—97                        | 54   | 28   | .659 | Програли у першому раунді                                                                               | Атланта 3, Детройт 2                                                                        |
| 1997—98                        | 37   | 45   | .451 | |                                                                                             |
| 1998—99                        | 29   | 21   | .580 | Програли у першому раунді                                                                               | Атланта 3, Детройт 2                                                                        |
| 1999—00                        | 42   | 40   | .512 | Програли у першому раунді                                                                               | Маямі 3, Детройт 0                                                                          |
| 2000—01                        | 32   | 50   | .390 | |                                                                                             |
| 2001—02                        | 50   | 32   | .610 | Виграли у першому раунді Програли у півфіналі конференції                                               | Детройт 3, Торонто 2 Бостон 4, Детройт 1                                                    |
| 2002—03                        | 50   | 32   | .610 | Виграли у першому раунді Виграли у півфіналі конференції Програли у фіналі конференції                  | Детройт 4, Орландо 3 Детройт 4, Філадельфія 2 Нью-Джерсі 4, Детройт 0                       |
| 2003—04                        | 54   | 28   | .659 | Виграли у першому раунді Виграли у півфіналі конференції Виграли у фіналі конференції Виграли у фіналі  | Детройт 4, Мілвокі 1 Детройт 4, Нью-Джерсі 3 Детройт 4, Індіана 2 Детройт 4, Лос-Анджелес 1 |
| 2004—05                        | 54   | 28   | .659 | Виграли у першому раунді Виграли у півфіналі конференції Виграли у фіналі конференції Програли у фіналі | Детройт 4, Філадельфія 1 Детройт 4, Індіана 2 Детройт 4, Маямі 3 Сан-Антоніо 4, Детройт 3   |
| 2005—06                        | 64   | 18   | .780 | Виграли у першому раунді Виграли у півфіналі конференції Програли у фіналі конференції                  | Детройт 4, Мілвокі 1 Детройт 4, Клівленд 3 Маямі 4, Детройт 2                               |
| 2006—07                        | 53   | 29   | .646 | Виграли у першому раунді Виграли у півфіналі конференції Програли у фіналі конференції                  | Детройт 4, Орландо 0 Детройт 4, Чикаго 2 Клівленд 4, Детройт 2                              |
| 2007—08                        | 59   | 23   | .720 | Виграли у першому раунді Виграли у півфіналі конференції Програли у фіналі конференції                  | Детройт 4, Філадельфія 2 Детройт 4, Орландо 1 Бостон 4, Детройт 2                           |
| 2008-09                        | 39   | 43   | .476 | Програли у першому раунді                                                                               | Клівленд 4, Детройт 0                                                                       |
| 2009-10                        | 27   | 55   | .329 | |                                                                                             |
| 2010-11                        | 30   | 52   | .366 | |                                                                                             |
| 2011-12                        | 25   | 41   | .379 | |                                                                                             |
| Сума                           | 2436 | 2470 | .497 | |                                                                                             |
| Плей-оф                        | 200  | 165  | .521 | 3 чемпіонати                                                                                            |                                                                                             |

## Гравці

### Членибаскетбольного Залу слави
за даними офіційного сайту
- Волт Белламі, 1993
- Дейв Бінг, 1990
- Ларрі Браун (головний тренер), 2002
- Чак Дейлі (головний тренер), 1994
- Едріан Дентлі, 2008
- Вільям Девідсон (за видатний внесок), 2008
- Дейв Дебуше, 1983
- Джо Думарс, 2006
- Гаррі Геллатін, 1991
- Боб Хубрегас, 1987
- Бейлі Говелл, 1997
- Боб Леньє, 1992
- Ерл Ллойд (за видатний внесок), 2003
- Боб Макаду, 2000
- Боббі МакДермотт, 1988
- Айзея Томас, 2000
- Дік Вітале (за видатний внесок), 2008*
- Джордж Ярдлі, 1996
- Фред Золлнер (за видатний внесок), 1999

*Вітале був введений у Зал слави за внесок як телеведучий
Бінг, Дейлі, Девідсон, Дебуше, Думарс, Леньє, Томас, Ярдлі та Золлнер також введені до спортивного Залу слави Мічигану.